# Rai 4
Rai 4 este cel de-al patrulea canal al RAI. Este o televiziune de divertisment.

## Seriale
- Elementary
- Hawaii Five-0